# Jean-Claude Coquet
Pour les articles homonymes, voir Coquet.
 (janvier 2023).
- Si vous ne connaissez pas le sujet, laissez ce bandeau (vous pouvez alors contacter les auteurs).
- Si vous supprimez le contenu mis en cause (vous pouvez préalablement contacter les auteurs),

argumentez précisément cette suppression dans la page de discussion
(un manque de référence n'est pas un argument ; une recherche réelle de référence doit avoir été effectuée, être formellement documentée).
Jean-Claude Coquet, né le 29 mars 1928 à Sens et mort le 16 janvier 2023 à Sceaux, est un linguiste et sémioticien français de renommée internationale, spécialisé d'abord dans la sémiotique littéraire et l'analyse du discours en relation avec l'énonciation. 
Agrégé de grammaire, il a élaboré une méthode d'analyse du langage dans la lignée d'Aristote (le De Interpretatione), d'Émile Benveniste et de Maurice Merleau-Ponty. Sa carrière d'enseignant s'est déroulée pour l'essentiel à l'Université Paris-VIII - Vincennes Saint-Denis, dont il est professeur émérite.

## Biographie
Après avoir passé l’agrégation de grammaire en 1957, il dirige la Maison de France à Upsal ; en 1964, il est nommé assistant, puis devient maître-assistant à  l’Université de Poitiers (où le professeur de linguistique française était depuis 1962 Algirdas Julien Greimas). En 1969 il est recruté comme maître-assistant au département de littérature française du Centre universitaire expérimental de Vincennes, devenu l’Université Paris 8, puis l’Université Paris 8 - Vincennes Saint-Denis, où il poursuivra toute sa carrière, y devenant professeur des Universités en 1983 et professeur émérite en 1996. Cette même année 1969, il est choisi comme secrétaire du Cercle de Sémiotique de Paris, fondé le 9 novembre, dont Emile Benveniste est le président.
Jean-Claude Coquet, qui a suivi les cours de ce dernier au Collège de France à partir de 1965, n’a cessé de témoigner de ce patronage et de cette influence, depuis Le lexique d'Emile Benveniste rédigé en compagnie de Marc Derycke, qui parut en 1971 dans les célèbres Documents de travail et prépublications du Centre de Sémiotique de l'Université d'Urbino, jusqu’à la direction (avec Öztürk Kasar S.), en 2003, de Discours, Sémiotique et Traduction, sous-titré hommage à Emile Benveniste (1902-1976) à l'occasion du centenaire de sa naissance (Söylem, Göstergebilim ve Çeviri, Istanbul) ou encore à l’édition d’Émile Benveniste, Dernières leçons. Collège de France 1968 et 1969, édition établie par Jean-Claude Coquet et Irène Fenoglio (Paris, Ehess, Gallimard/Seuil, 2012) ; ajoutons, récemment parus, l’ouvrage signé  Irène Fenoglio, Jean-Claude Coquet, Julia Kristeva, Charles Malamoud, Pascal Quignard, Autour d’Emile Benveniste (« Fiction & Cie », Seuil, 2016) et Phénoménologie du langage (2022).
En 1982, Jean-Claude Coquet publie chez Hachette Sémiotique : L'école de Paris, ouvrage qui « baptise » le rassemblement des diverses initiatives, des diverses recherches théoriques et pratiques nées dans le sillage d’Algirdas Julien Greimas. De ce dernier il salue précisément l’article le plus important pour comprendre la naissance de la sémiotique standard, l’article « point de départ » paru dans la revue Le français moderne en 1956 (n°24, p. 191-203), et intitulé « L’actualité du saussurisme ». Le livre de 1982 veut en même temps, ne serait-ce que par son titre, signifier qu’il y a plusieurs voies ouvertes, à exploiter, au sein ou en marge ou en prolongement ou encore en dépassement de cette sémiotique. Ainsi Jean-Claude Coquet a-t-il lui-même travaillé dès 1973 sur l'énonciation.

## Pratique et théorie du sens
(janvier 2023).
- Si vous ne connaissez pas le sujet, laissez ce bandeau (vous pouvez alors contacter les auteurs).
- Si vous supprimez le contenu mis en cause (vous pouvez préalablement contacter les auteurs),

argumentez précisément cette suppression dans la page de discussion
(un manque de référence n'est pas un argument ; une recherche réelle de référence doit avoir été effectuée, être formellement documentée).
Cinq grandes phases, étapes plus ordonnées logiquement que chronologiquement repérées, peuvent être cernées dans les travaux de recherche dus à Jean-Claude Coquet. La sémiotique de celui-ci est tour à tour (ou parfois simultanément) présentée et nommée comme une grammaire (ou sémiotique) modale, une sémiotique subjectale, une sémiotique du continu, une sémiotique des instances énonçantes et enfin une phénoménologie du langage.    

### Grammaire modale
Ce sous-titre du deuxième ouvrage personnel de Jean-Claude Coquet, issu de sa thèse d’Etat, est éloquemment descriptif de son type d’approche. Les modalités au sens sémiotique restreint (pouvoir, vouloir, savoir, devoir, parfois nommées « surmodélisation de la compétence ») étaient désignées dès le début de la sémiotique standard, quoique travaillées alors de façon encore embryonnaire : leur étude sera poursuivie et approfondie par elle non sans une certaine efficience. Mais très tôt, en fait dès sa Sémiotique littéraire de 1973, Jean-Claude Coquet procède à une réévaluation de ces modalités : au lieu de les penser en rapport avec la structure énoncée à travers classifications et catégories, il se donne pour « objectif de dégager ce qui dans les modalités aide à cerner l’identité d’un sujet ».

### Sémiotique subjectale
Fondée sur la confrontation avec la sémiotique standard (nommée de ce fait, par réaction et opposition, « sémiotique objectale »), cette qualification de « subjectale » entend mettre au premier plan le support principal de ces modalités : le Sujet. Celui-ci ne se limite plus au Sujet de Quête, tout entier consacré au désir, à la conquête, de façon générale à la visée de l’Objet (avec en pratique la seule variante de l’anti-Sujet, dans la sémiotique standard), mais s’enrichit de toutes sortes de possibilités, généralement compatibles avec ce que cette sémiotique standard nomme les programmes narratifs. La principale conquête de cette étape est l’approfondissement de la notion de non-Sujet (lequel est dépourvu du « méta-vouloir » caractéristique de l’être Sujet, qui « se reconnaît engagé par les actes qu’il accomplit », qui s’assume, en somme). Une telle notion permet de penser (outre celle du Sujet, multiple et également travaillée) deux définitions de l’identité à partir des modalités. Pour la compétence (vouloir-pouvoir-savoir) d’une action (ou d’un type d’action) unique, on parlera de non-Sujet fonctionnel (anciennement « forme-sujet »); pour l’absence, la négation de toute détermination, notamment modale, autre que la prédication primaire (« est ego qui dit ego »), on parlera alors de non-Sujet (de non-personne, dit É. Benveniste).

### Sémiotique du continu
Pour autant que le parcours du Sujet ainsi conçu est aussi celui de la poursuite, du maintien, voire de l’acquisition, de la perte et de la redéfinition de son identité, cette vision débouche sur une démarche continuiste : le principal concept mis en avant y est celui de « distance », singulièrement celui de la « bonne distance », dont les implications au moins méthodologiques sont immenses, qu’il s’agisse de l’affinement des étapes de la jonction entre les éléments (du jeu disjonction-conjonction de la sémiotique standard à l’échelle graduée par la reconnaissance, la comparaison, l’adaptation, l’ajustement, la coopération, voire les divers modes de fusion), ou de l’interaction, au sein d’un dialogue intradisciplinaire, avec la morphosémiotique de Jean Petitot. Les jeux complexes de la distance par rapport à l’énonciation et par rapport à l’énoncé amènent à poser la notion d’instance énonçante, plus large et plus souple que celle d’actant (A.J. Greimas).

### Sémiotique des instances énonçantes
De ce fait, aboutissement d’une démarche spécifiquement sémiotique – rationnelle, argumentative, et surtout structurale, telle que la fonde, dans sa version médicale, dès le Ve siècle av. J.-C., le Du pronostic hippocratique (« pour identifier un symptôme [sèméion], il faut scruter aussi les autres »)–, la sémiotique des instances dépasse l’étude du système signe-énoncé-dit, pour s’engager dans la considération de la dynamique de ces instances qui s’exercent dans le dire, laissent une trace, dont celles d’une énonciation : mettant donc en avant l’énonciation qui prime l’énoncé, à l’inverse du choix perspectif de la sémiotique standard, elle débouche sur une phénoménologie du langage.

### Phénoménologie du langage
Son propos est de souligner la jonction entre phusis et logos établie par Aristote et reprise par M. Merleau-Ponty. Du côté de la phusis, ce que Husserl nomme "l'incarnation linguistique" et É. Benveniste "l'inscription" de l'expérience humaine dans le langage. Il revient à l'énonciation, dit É. Benveniste, de la "faire jaillir". Quant au logos, il traduit ce que la phusis  lui donne. Phusis et logos forment une unité qui apparaît chez Aristote comme nécessaire. Elle permet deux manières de dire que transcrivent les prédicats somatiques et les prédicats cognitifs.

## Publications
- Sémiotique littéraire. Contribution à l'analyse sémantique du discours, « Univers sémiotiques », Jean-Pierre Delarge et Mame,  Tours, 1973.
- Le discours et son sujet I. Essai de grammaire modale, « Semiosis », Klincksieck, 1984.
- Le discours et son sujet II.  Pratique de la grammaire modale  , « Semiosis », Klincksieck, 1985.
- La Quête du sens. Le Langage en question, « Formes sémiotiques », Presses universitaires de France, 1997.
- Phusis et Logos. Une Phénoménologie du langage, « La philosophie hors de soi », Presses universitaires de Vincennes, Saint-Denis, 2007.
- Phénoménologie du langage, Éditions Lambert-Lucas, Collection Philosophie et langage, Limoges, 2022.

## Sources
- Michel Costantini & Ivan Darrault (dir.), Sémiotique, phénoménologie, discours. Du corps présent au sujet énonçant. Hommage à Jean-Claude Coquet, « Sémantiques », L’Harmattan, Paris, 1996.
- Michel Costantini « Le syndrome de Kitty Wu, sorte d’état des lieux 2001 en sémiotique continuiste », Degrés n° 105-106, (printemps-été 2001), a1-a33.
- Ivan Darrault « Sémiotique subjectale »: http://www.fflch.usp.br/dl/semiotica/cursos/darrault/darrault_semio_subjectale.pdf